# Rue de Paris (Clichy)
Pour les articles homonymes, voir Rue de Paris.
La rue de Paris est une voie publique de la commune de Clichy, dans le département français des Hauts-de-Seine.

## Situation et accès

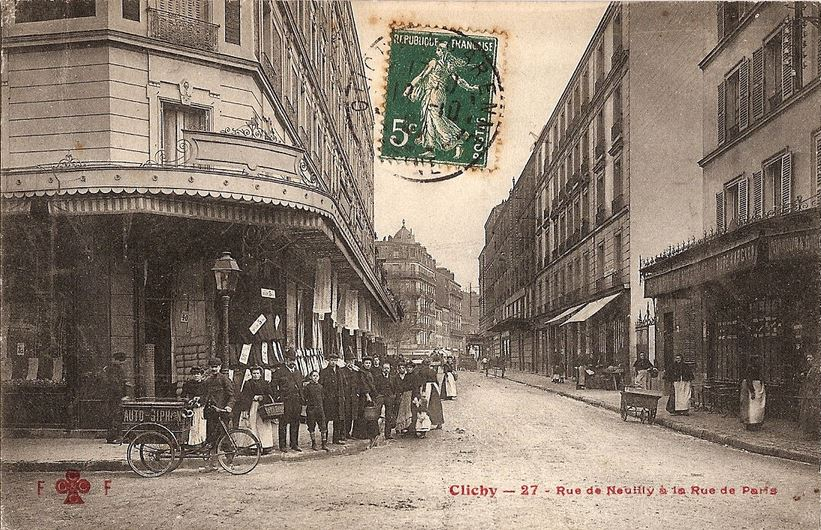
La rue de Neuilly à la rue de Paris

Cette rue commence à l'intersection du boulevard de Douaumont et du boulevard Victor-Hugo, à la limite de Paris. Elle croise ensuite la rue Henri-Barbusse, la rue Charles-et-René-Auffray et la rue de Neuilly. Elle se termine peu avant la place du 24 avril 1915.
À cet endroit se trouvait le Château de Clichy, appartenant à la famille Grimod de la Reynière, démoli en 1807 et son terrain revendu par lots en 1808.

## Origine du nom
Comme de nombreuses voies de communication radiales autour de la capitale, celle-ci reçut le nom de Paris.

## Historique

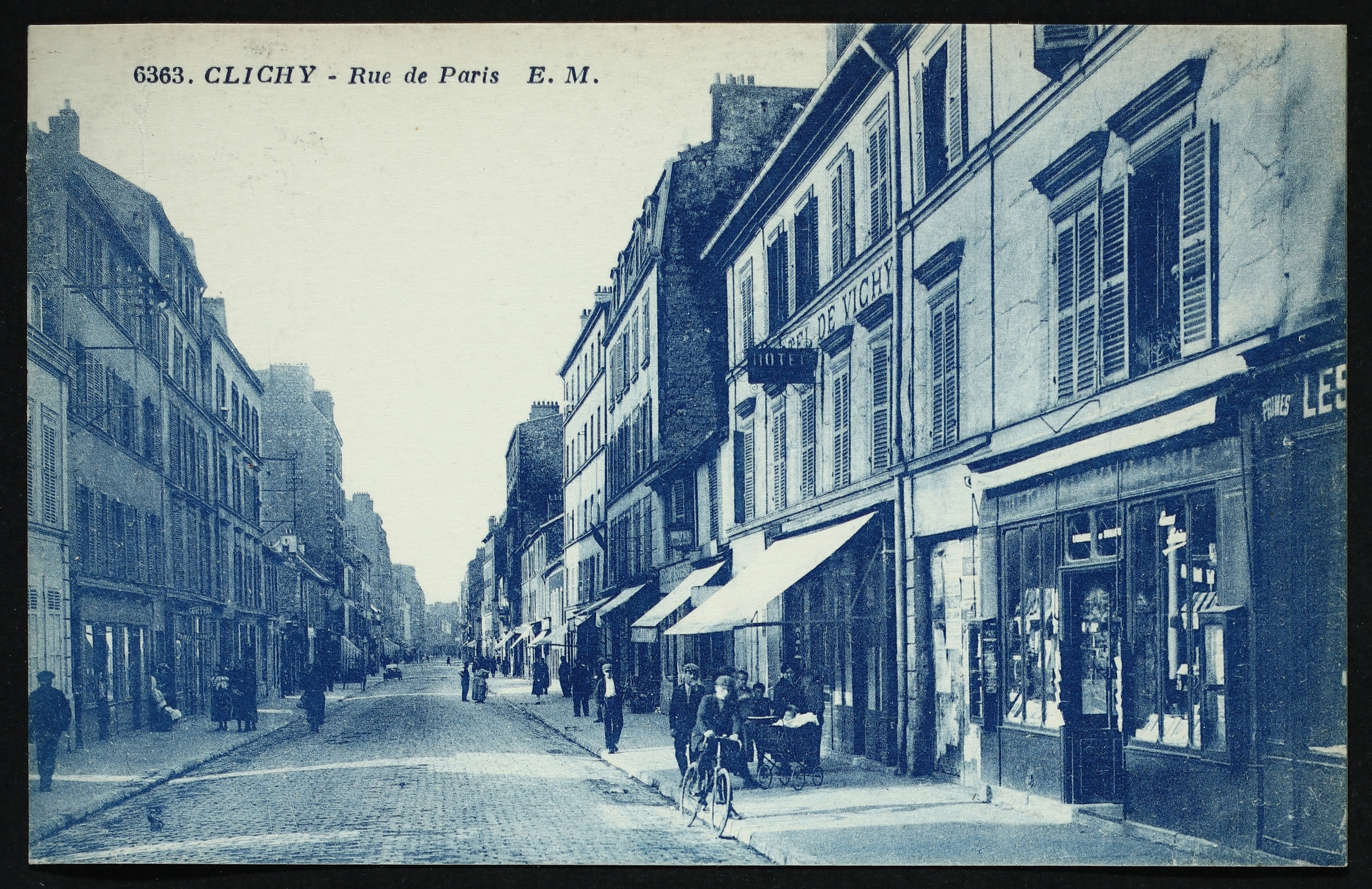
Carte postale - Rue de Paris.

Cette voie s'appelait autrefois « chemin de Monceau » car elle menait au village de Monceau alors à l'extérieur de Paris.
L'histoire retient en 1697 la présence à proximité de plusieurs moulins qui appartenaient à la paroisse de Clichy.
En 1788, Louis XVI agrandit à ses frais l'enceinte de Paris jusqu'au chemin de Monceau, qui atteignait à l'époque le boulevard des Batignolles.